# Partidul Liberal (Ungaria)
Partidul Liberal (în maghiară Szabadelvű Párt) al Regatului Ungariei a fost fondat la 1 martie 1875 de către Kálmán Tisza. Numit și Partidul Libertății, grupul situat la stânga eșichierului politic aduna la un loc mica nobilime și antreprenorii. Partidul și-a avut originea în grupul politic din jurul lui Ferenc Deák, deci în forțele politice maghiare care au aprobat Compromisul austro-ungar. Până în 1905, Partidul Liberal a dat fără întrerupere Ministerpräsident-ul ungar și majoritatea membrilor cabinetului. 
Partidul Liberal a susținut o politică orientată spre folosul păturilor superioare ale societății maghiare și nu era interesat nici de democratizarea societății per ansamblu, nici de egalitatea în drepturi a tuturor cetățenilor, inclusiv a celorlalte naționalități din țările coroanei maghiare, chiar dacă acestea au reprezentat aproximativ jumătate din totalul populației. A fost mai degrabă partidul maghiarizării. Această politică a fost posibilă prin intermediul unui drept de vot reacționar, care permitea participarea electorală doar părții privilegiate a populației – în 1913, doar 7,7 % din populația totală a Transleithaniei avea drept de vot sau putea ocupa o funcție publică.
István Tisza, fiul lui Kálmán, a preluat partidul ca moștenire politică și a fost vreme de mulți ani, ca tatăl său, Ministerpräsident-ul Țărilor Coroanei Sfântului Ștefan.
În alegerile parlamentare maghiare din ianuarie 1905, Partidul Liberal și-a pierdut majoritatea pentru prima dată de la compromisul din 1867 în favoarea Partidului Independenței, care conducea o coaliție majoritară în dieta de la Budapesta. Acest eveniment a provocat Criza maghiară din 1905.
Aproximativ o treime dintre reprezentanții Partidului Liberal loial dualismului au trecut în câmpul coaliției, care astfel avea la dispoziție o majoritate de trei sferturi dintre aleși.
Drept urmare partidul s-a dizolvat la 11 aprilie 1906, iar Tisza și László Lukács au fondat în 1910 ca succesor Partidul Muncii Naționale.

## Rezultatele alegerilor parlamentare
| Alegeri | Mandate | Procent |
| ------- | ------- | ------- |
| 1875    | 333     | 80,43 % |
| 1878    | 239     | 58 %    |
| 1881    | 235     | 57 %    |
| 1884    | 234     | 56,52 % |
| 1887    | 263     | 63 %    |
| 1892    | 243     | 58,84 % |
| 1896    | 290     | 70,21 % |
| 1901    | 277     | 67,07 % |
| 1905    | 159     | 38,50 % |